# Южнохантыйский язык
Южнохантыйский язык — идиом хантыйского языка. Диалекты и говоры языка ассимилировались с татарским и русским языками, ныне существует лишь кышиковский говор.  

## Лингвогеография
Язык был распространён на территории Ханты-Мансийского, Кондинского и Нефтеюганского районов Ханты-Мансийского автономного округа и Уватского района Тюменской области. 
По классификации В. Штейница, диалектная группа состоит из иртышского, демьянского и кондинского диалектов. 

## Лингвистическая характеристика
Характерной фонетической особенностью южнохантыйского языка является смена глухого переднеязычного латерального звука [л] на переднеязычный звук [т] (южн. «таŋкы», сев. «лаŋки», вост. «лаŋки», рус. «белка»). 
Основное морфологическое отличие от других хантыйских языков заключается в бессуффиксном образовании прошедшего времени. В наборе суффиксов южнохантыйский сближается с восточным и противопоставлен северному. Присутствует особая форма творительного падежа. 